# 小人馬座恆星雲

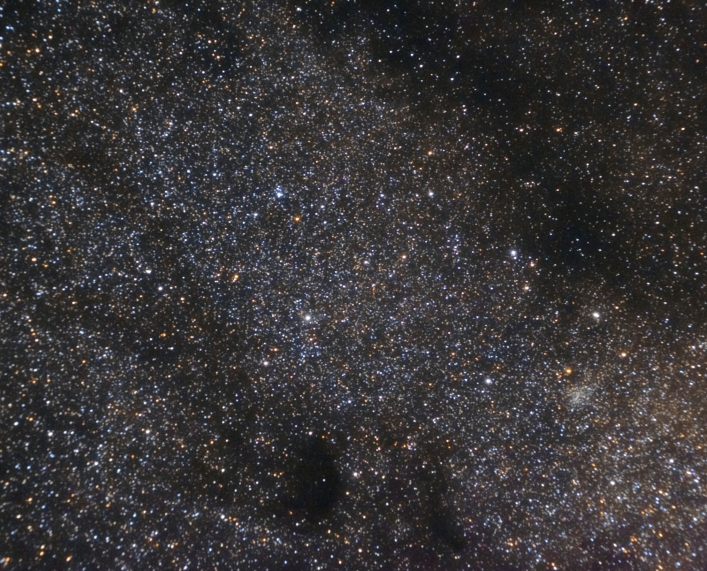
M24，Delle Caustiche 或人馬座恆星雲

小人馬座恆星雲（也稱為梅西耶24或IC 4715）是人馬座內的恆星雲，大約600光年寬，查爾斯·梅西耶在1764年編入目錄。不要將其與附近的大人馬座恆星雲混淆，後者位於它的南邊約10°處。

## 物理性質
組成M24的恆星、星團和其它天體是銀河系的旋臂，人馬臂或人馬-船底臂的一部分。梅西耶將M24描述為“包含許多恆星的大型星雲”，並給出了其直徑約1.5°的尺寸。一些來源不正確地將M24識別為小型疏散星團NGC 6603。小人馬座恆星雲的位置靠近欧米加星云（也稱為M17）和疏散星團M18，它們都在M24的北邊。M24是僅有的三個不是真正的深空天體的梅西耶天體之一。
M24充塞著大量空間，縱深為10,000至16,000光年。這個恆星雲是使用雙筒望遠鏡可見的恆星雲中恆星密度最大的一個，在一個視場內可以看到大約1,000顆恆星。在望遠鏡中，它最好在低放大率下觀察，視場至少為2度，被描述為“星光璀璨的虛擬地毯” ，只要銀河系本身是可見的，M24就可以用肉眼看到。它聚集了許多類型的恆星，可以通過銀河系朦朧的星際塵埃帶看到這些恆星。
M24的光線分佈在大片面積上，這使得估計其亮度變得困難。較舊的參考資料顯示，恆星雲的星等為4.6等，但最近的估計顯示，它亮了整整兩個星等，為2.5等。
HD 167356是小人馬座恆星雲中最亮的恆星，是一顆視星等為6.05的白色超巨星。這顆恆星是獵犬座α2型變星，因自轉產生很小的亮度變化。M24中還有另外三顆視星等在6.5到7.0之間的恆星。
恆星雲包含兩個突出的暗星雲，它們是由稠密、模糊的星際塵埃組成的巨大雲團。這些塵埃阻擋了來自更遠恆星的光線，使地球無法看到它們。位於西北側的是巴納德92，這是兩者中較暗的。在恆星場中，星雲看起來像一個巨大的黑洞，沒有恆星。美國天文學家愛德華·愛默生·巴納德（Edward Emerson Barnard）在1913年發現了這個暗星雲。沿著東北側是巴納德93，它與巴納德92一樣大，但比較不明顯。M24內還有其它暗星雲，包括巴納德304和巴納德307。
小人馬座恆星雲還包含兩個行星狀星雲—M 1-43和NGC 6567。梅西耶24位於銀河系的旋臂內，與仙女座星系內明亮的大型星雲NGC 206有一些相似之處。

## 外部連結
- Finder Chart for Messier 24 （页面存档备份，存于）
- Messier 24, SEDS Messier pages （页面存档备份，存于）
- Merrifield, Michael. . Deep Sky Videos. Brady Haran.   [2023-04-16]. （原始内容存档于2023-02-09）.
- WikiSky上关于The Sagittarius Star Cloud的内容：DSS2, SDSS, GALEX, IRAS, 氢α, X射线, 天文照片, 天图, 文章和图片